# Primera División de Suecia Sur
La Primera División de Suecia Sur es una de las ligas que conforman el tercer nivel de fútbol en el país, y está compuesta por los equipos de las ciudades al sur de Suecia.

## Historia
La liga fue creada en 1987 como la segunda categoría de Suecia hasta que en 1999 nació la Superettan, desapareciendo la liga por 5 años hasta que en el 2006 fue refundada como el nuevo tercer nivel del país.

## Formato
La liga la integran 16 equipos del sur de Suecia, los cuales se enfrentan todos contra todos a visita recíproca, disputando un total de 30 partidos, y en donde el campeón del grupo asciende a la Superettan, y el subcampeón disputa un play-off de ascenso. Los tres peores equipos de cada temporada descienden a la Segunda División de Suecia.

## Temporada 2016
| Club             |
| ---------------- |
| FC Höllviken     |
| FC Trollhättan   |
| Husqvarna FF     |
| IK Oddevold      |
| Kristianstads FF |
| Landskrona BoIS  |
| Mjälby AIF       |
| Norrby IF        |
| Oskarshamns AIK  |
| Prespa Birlik    |
| Qviding FIF      |
| Tvååkers IF      |
| Utsiktens BK     |
| Östers IF        |

## Ediciones Anteriores
| Temporada | Campeón                | Subcampeón      |
| --------- | ---------------------- | --------------- |
| 1987      | GAIS (1)               | Trelleborgs FF  |
| 1988      | Halmstads BK (1)       | Mjällby AIF     |
| 1989      | Östers IF (1)          | Trelleborgs FF  |
| 1990      | BK Häcken (1)          | Helsingborgs IF |
| 1991      | Trelleborgs FF (1)     | Helsingborgs IF |
| 1992      | Halmstads BK (2)       | Helsingborgs IF |
| 1993      | Landskrona BoIS (1)    | IFK Hässleholm  |
| 1994      | Örgryte IS (1)         | Kalmar FF       |
| 1995      | IK Oddevold (1)        | GAIS            |
| 1996      | IF Elfsborg (1)        | Ljungskile SK   |
| 1997      | Västra Frölunda IF (1) | BK Häcken       |
| 1998      | Kalmar FF (1)          | Landskrona BoIS |
| 1999      | BK Häcken (2)          | GAIS            |
| 2000–2005 | No se jugó             |                 |
| 2006      | IF Sylvia (1)          | Bunkeflo IF     |
| 2007      | Qviding FIF (1)        | Ängelholms FF   |
| 2008      | FC Trollhättan (1)     | Östers IF       |
| 2009      | Östers IF (2)          | Skövde AIK      |
| 2010      | IFK Värnamo (1)        | Qviding FIF     |
| 2011      | Varbergs BoIS FC (1)   | IF Sylvia       |
| 2012      | Örgryte IS (1)         | Lunds BK        |
| 2013      | Husqvarna FF (1)       | IK Oddebold     |

## Títulos por Equipo
| Títulos | Club               |
| ------- | ------------------ |
| 3       | Örgryte IS         |
| 2       | Halmstads BK       |
| 2       | BK Häcken          |
| 2       | Östers IF          |
| 1       | GAIS               |
| 1       | Kalmar FF          |
| 1       | Landskrona BoIS    |
| 1       | IK Oddevold        |
| 1       | Qviding FIF        |
| 1       | IF Sylvia          |
| 1       | Trelleborgs FF     |
| 1       | IFK Värnamo        |
| 1       | Västra Frölunda IF |
| 1       | IF Elfsborg        |
| 1       | Varbergs BoIS FC   |
| 1       | Husqvarna FF       |